# Dactylicapnos platycarpa
Dactylicapnos platycarpa är en vallmoväxtart som beskrevs av Lidén. Dactylicapnos platycarpa ingår i släktet Dactylicapnos och familjen vallmoväxter. Inga underarter finns listade i Catalogue of Life.